# Vladislav Koršunov
Vladislav Sergeevič Koršunov (in russo Владислав Сергеевич Коршунов?; Chabarovsk, 13 febbraio 1983) è un rugbista a 15 russo, tallonatore del VVA-Podmoskov'e in Professional Rugby League e capitano della Nazionale russa.

## Biografia
Nel rugby fin dall'età di 13 anni, Koršunov iniziò la sua carriera nella squadra locale di Chabarovsk, all'estremità occidentale della Russia asiatica.
Ingaggiato dai moscoviti del VVA-Podmoskov'e, dei quali è il capitano, esordì in Nazionale russa nel 2002 a Mosca in un incontro valido per la qualificazione alla Coppa del Mondo di rugby 2003 contro i Paesi Bassi.
Divenuto capitano della Nazionale e giocatore in attività con il maggior numero di presenze, fu anche tra i convocati alla Coppa del Mondo di rugby 2011, competizione alla quale la Russia prese parte per la prima volta in assoluto.
A gennaio 2012 il London Wasps, prestigiosa formazione inglese che milita in Premiership, ingaggiò fino a fine stagione Koršunov e Viktor Gresev, suo compagno di squadra; terminato l'ingaggio Koršunov è tornato in Russia.